# Macropsis gibbus
Macropsis gibbus är en insektsart som beskrevs av Evans 1941. Macropsis gibbus ingår i släktet Macropsis och familjen dvärgstritar. Inga underarter finns listade i Catalogue of Life.